# Povijest Alfa Romea
Prethodnica Alfa Romea bila je tvornica pod imenom "Darracq Italiana", koju su od 1907. vodili Cavalieri Ugo Stella, aristokrat iz Milana, te Alexandre Darracq, predsjednik francuske tvornice automobila. Prvotno su se automobili proizvodili u Napulju, ali nakon prekida poslovnih odnosa Cavalieri Ugo Stella i ostali talijanski ulagači, preselili su tvornicu u jednu malu podružnicu Darracq automobila u okolicu Milana zvanom Portello. Tu tvrtka mijenja ime u ALFA, što znači Anonima Lombarda Fabbrica Automobili, odnosno Lombardijska Tvornica Automobila d. o. o. Prvi Alfin automobil bio je 24 HP (imao je 24 konjske snage) a dizajnirao ga je Giuseppe Merosi. Merosi je nastavio dizajnirati i uzorke s jačim motorima (40-60 KS). Alfa se također priključila i auto utrkama; vozači Franchini i Ronzoni pobijedili su 1911. s 24 KS na utrci Targa Florio. S početkom Prvog svjetskog rata proizvdnja u Alfi je stala na tri godine.
Godine 1916. tvrtkom je počeo upravljati napuljski poduzetnik Nicola Romeo, koji je tvrtku preustrojio kako bi proizvodila vojnu opremu za talijansku vojsku i Saveznike. Streljivo, zrakoplovne motore, kompresore i generatore, utemeljene na postojećim motorima od automobila, kao i teške lokomotive, proizvodila je tvrtka za vrijeme rata. Nakon rata Romeo je preuzeo vlasništvo nad Alfom i proizvodnja automobila je nastavljena 1919. Konačno 1920. godine trvtka mijenja ime u Alfa Romeo, a prvi proizvedeni automobil iz novo imenovane tvrtke bio je Torpedo 20-30 KS. Giuseppe Merosi je ostao glavnim dizajnerom, a tvrtka je nastavila s proizvodnjom vrlo dobrih automobila kao i izvrsnih automobila za utrke (uključujući i 40-60 KS i RL Targa Florio). 
Iz Fiata, na nagovor mladog Alfinog vozača auto utrka Enza Ferrarija, dolazi novi dizajner koji će zamijeniti Merosija, to je Vittorio Jano. Novi dizajnirani Janov automobil P2 Grand Prix pobijedio je 1925. na svjetskom prvenstvu. Za obične automobile Jano je napravio motore male zapremine od 4, 6 i 8 cilindara u redu, po uzoru na motor iz P2. To će postati zaštitni znak Alfa Romeovih motora; napravljeni od laganih slitina, vrh komore za izgaranje je polukružnog oblika (tzv. HEMI motor), svjećice su postavljene u središtu te posjedovanje dva reda ventila i dvije bregaste osovine. Janov dizajn se pokazao moćnim i pouzdanim.
Nicola Romeo odlazi 1928., Alfa Romeo propada zbog isteknutih ugovora te 1933. tvrtku spašava vlada, koja je tada imala veliku moć. Alfa je postala oruđe Mussolinijeve fašističke Italije kao narodni znamen. Tvornica je bombardirana za vrijeme Drugog svjetskog rata, i borila se za isplativost proizvodnje nakon rata. Raskošni automobili su bili nepodobni za daljnju proizvodnju. Manja i mnogobrojno proizvodiva vozila počela su se proizvoditi.
U 1970.-im godinama Alfa Romeo opet zapada u nevolje s novcem. Talijanska vlada se povukla, dok je Fiat 1986. stekao vlasništvo. Tako je nastala nova skupina, Alfa Lancia S. p. A., koja proizvodi Alfe i Lancie.

### Povijest Alfinog logoa

#### 1910. – 1915.
Godine 1910. risač Romano Cattaneo dobio je zadatak za stvaranje izgleda znaka nove tvornice automobila u Milanu, Alfe. Priča govori kako je čekao tramvaj na Piazzi Castello u Milanu i dobio nadahnuće od grba velike obitelju Visconti. To je bio crveni križ i zmija, koji su bili na tornju Filarete. 
Uz pomoć dizajnera Giuseppea Merosija, nacrti su spojili dva istaknuta Milanska znamena: Crveni križ (grb grada Milana) i Biscione, odnosno zmijolikog zmaja (to je bila lozinka glasnika plemićke obitelji Visconti). U sredini grba u malom krugu nalazi se crveni križ na bijeloj podlozi i znamen Biscione. Unutar plavog kružnog vijenca nalaze se natpisi "ALFA" i "MILANO" koji su odvojeni likom Savojskog čvora. Crveni križ je podsjetnik na Lombardijsku bojnu koja se borila za Svetu zemlju.

#### 1915. – 1925.
Alfin znak je promijenjen. Bakrena slova postaju bijela (1913. godine) uokvirena zlatnim rubom. Dva Savojska čvora postaju veća,ljepša i deblja. Lik Biscione se pojednostavljuje. Godine 1915. godine Nicola Romeo preuzima tvrtku, i dodaje svoje prezime na Alfin grb. Ime nove tvrtke je Alfa Romeo.

#### 1925. – 1946.
Znak se mijenja kada 1925. godine Alfa Romeo osvaja svoje prvo Svjetsko prvenstvo s modelom P2 (Grand Premio). Zlatni rub je postao srebrni, a iznad njega je dodana srebrna kruna od lovora. Također su slova i Savojski čvor postali srebrni. Savojski čvorovi su ponovo promijenjeni jer je Italija 1942. godine postala republika (simbol obitelji Visconti zamijenjen je valovitim crtama).
Godine 1932. Alfini uzorci koji su bili namijenjeni francuskom tržištu nosili su na svom znaku umjesto naziva Milano naziv Paris. Takvi su uzorci danas izuzetno rijetki i skupi.

#### 1946. – 1972.
Godine 1946. znak je ponovo osuvremenjen. Srebrna kruna je tanja nego u prijašnjem znaku. Simbol Biscione je sada obogaćen novim detaljima i puno pregledniji. Pojedini Alfini modeli toga doba umjesto slova na plavoj podlozi imali su slova na podlozi crvene boje. Savojski čvorovi postali su dvije valovite crte jednostavnog oblika.

#### 1972. - danas
Otvorenjem nove tvornice u Pomigliano d’ Arco (blizu Napulja) znak se mijenja i ostaje nepromijenjen do danas. Riječ Milano se ispušta, nestaje crtica između naziva Alfa Romeo i brišu se Savojski čvorovi. Znak sada poprima suvremen oblik.

### Povijest utrka
Alfa Romeo je postigla mnoge cijenjene uspjehe, među njima su: Formula 1, Prauzori te u vožnjama i brzim vožnjama. Samostalni vozači su također ostvarili lijepe rezultate u utrkama na duge staze (relijima).
Kada je Vittorio Jano prešao iz Fiata u Alfa Romeo 1923., sve do kasnih 1930.-ih stvarao je automobile koji su sustavno pobjeđivali na natjecanjima (kada je Alfa počela gubiti, Jana su "najurili").
Tazio Nuvolari pobijedio je u Mille Miglia utrci 1930.-ih u svojoj 6C 1750, prešavši preko završne crte poslije Achillea Varzija po noći. Priča govori kako se Nuvolari vozio dugo iza Varzija s isključenim svjetlima, te je tako u mraku ostao nevidljiv, pa je par kilometara prije završetka uključio svjetla i prestigao iznenađenog Varzija!
Od 1931. do 1934. 8C 2300 pobjeđivao je u Le Mansu 24 sata. Alfa se povukla iz utrka 1933. kad ju je peuzela talijanska vlada, pa je Alfa pripala Scuderia Ferarri. Inače, Enzo Ferarri je vozio za Alfu prije nego što je uspostavio svoju skupinu za utrke i svoju tvrtku za proizvodnju automobila! Alfa je 1935. pobijedila na Grand Prixu Njemačke s Nuvolarijem. Nijemci su toliko bili sigurni u pobjedu Mercedesa-Benza, da se Hitler nije htio ni rukovati s pobjednikom Nuvolarijem, a talijanska himna nije odsvirana jer je nisu ni pripremili! Godine 1938. Biondetti je pobijedio u 8C 2900B Corto Spyderu na Mille Migliai, te je taj automobil preimenovan u uzorak "Mille Miglia".
Godine 1950. Nino Farina je pobijedio u "Formuli 1 Svjetsko prvenstvo" sa 158 s kompresorom, 1951. Juan Manuel Fangio je pobijedio vozeći Alfettu 159 (razvijenija 158 s dvostupanjskim kompresorom). Alfa Romeo se vratila u Formulu 1 1976. s opskrbom motora Brabhamu te 1979. – 1985. kao njihov dizajner. Alfa je također radila motore i za malu skupinu Osella 1983. – 1988. Bilo je malo uspjeha, osim što su Brabham-Alfa osvojili dvije pobjede 1978.
Različite inačice Tipoa 33 su korištene u utrkama Prauzora 1967. – 1977., a s pobjedama 1975. – 1977.

### Alfa oko nas
Alfa je u 1960.-ima postala poznata po svojim malim automobilima i uzorcima koji su bili napravljeni za policiju - "Pantere" i "Karabinjeri". Tu su i poznate "Giulia Super" i 2600 Sprint GT koja je dobila nadimak "Inseguimento". Za ovaj se automobil krivo mislilo kako ga je vozio poznati rimski policijski nadstojnik i nepobjedivi vozač Armandino Spadafora, koji ga je spustio po Španjolskim stubama 1960. kad je slijedio pljačkaše - to je zapravo bio crni Ferarri 250 GT/E - ova slika  Arhivirana inačica izvorne stranice od 3. studenoga 2005. (Wayback Machine) Giuliae je uzeta iz filma iz kojeg je i proistekla neistinita legenda. 
Prije nego što je kupljena od Fiata, Alfa je bila poznata po svojim krilaticama i prodajnim uzrečicama; to je sve bilo i u skladu s proizvodnjom, stalno pokušavajući nešto novo, pa čak i uz cijenu gubitka na tržištu. Alfa je također koristila smjelo oblikovanje svojih vozila, koja su izazivala oprječna mišljenja, ali je to bio Alfin zaštitni znak; bez ustupaka samo naprijed! 
U prodajnom listu za Englesku:
"Alfa Romeo Giulia 1600 SS - Za čovjeka koji ima sve, evo automobila koji će mu praviti društvo. ... Cijena je 23 941,3 funti uključujući porez. Skupo? Naravno! Što biste drugo očekivali od ručno izrađene Alfe?"
To je predstavljalo te automobile koji su se vozili "športski" na cesti, upotpunjeni vozačevim suosjećajem kao i zvukom koje je Alfa ostavljala iza sebe.
U talijanskom vlasnik Alfe je "Alfista", a skupina njih su "Alfisti". Alfa Romeo je ponekad uzdizana do božanstva od strane svojih vlasnika, a mnogi uzorci su postali i znamenom kulture. U svijetu ima mnogo udruga vozača Alfa Romeoa.
U poznatom filmu "Diplomac" s Dustinom Hoffmanom "Spider" je postao svjetski poznat automobil. Spidera je dizajnirao Pininfarina.